# Flight Simulator X
Flight Simulator X (souvent abrégé FSX) est un simulateur de vol de la série Flight Simulator pour PC développé par Aces Studio et commercialisé en 2006.
Ce jeu propose au joueur, à travers diverses missions, de se mettre dans la peau d'un pilote de ligne, d'un cascadeur aérien ou encore d'un contrôleur. Il est jouable en solo et en multijoueur en ligne. FSX permet également d'adhérer à différentes compagnie virtuelles (Virtual Airline) et d'effectuer des vols avec des conditions de réalisme poussées au maximum.
Aujourd'hui, ce jeu est à l'origine d'une véritable communauté rassemblant plusieurs milliers d’adeptes. Depuis 2010, le code source du jeu a été racheté par Lockheed Martin qui a créé par la suite Lockheed Martin Prepar3D sur cette base.
Flight Simulator X fait suite Flight Simulator 2004 : Un siècle d'aviation. Il s'agit comme ses prédécesseurs d'un jeu de simulation aéronautique.

## Aperçu
Flight Simulator X a été officiellement lancé sur le marché américain le 17 octobre 2006. Selon le site Web de Microsoft pour le jeu, une édition standard comprend tout, des aides à la navigation au GPS et aux voies aériennes. Il comprend également 18 avions, 28 villes détaillées et plus de 24 000 aéroports avec une édition Deluxe comprenant 24 avions et 38 villes. Le joueur peut piloter n'importe quoi, d'un petit planeur ou d'un avion léger à des gros porteurs. Le jeu propose un système de contrôle du trafic aérien immersif et des conditions météorologiques dynamiques et réelles. La géographie correspond à la partie du monde dans laquelle le joueur vole. Des passerelles et des équipements au sol sont également inclus dans le jeu.
Flight Simulator X a été officiellement dévoilé en 2006 au International Consumer Electronics Show (CES) en tant que vitrine de jeu pour Windows Vista et est désormais également compatible avec Windows 7, et avec Windows 8 ou Windows 10 via Steam. Microsoft a publié des captures d'écran ainsi qu'une liste de questions fréquemment posées sous forme de communiqué de presse sur Microsoft Flight Simulator Insider et de nombreuses communautés de simulateurs de vol. Cela comprenait également un gameplay basé sur la mission avec des avions spécifiques à la mission ainsi qu'un moteur de rendu amélioré capable d'augmenter les détails. À la suite de l'Electronic Entertainment Expo (E3) en mai 2006, Microsoft a publié de nouvelles captures d'écran, des vidéos et une bande-annonce officielle. La qualité graphique du simulateur a considérablement augmenté.
Le 22 janvier 2009, il a été signalé que l'équipe de développement derrière le produit était fortement affectée par les suppressions d'emplois en cours de Microsoft, avec des indications que toute l'équipe de Flight Simulator serait licenciée,. La nouvelle a ensuite été confirmée par des responsables de Microsoft déclarant qu'ils étaient engagés dans la franchise Flight Simulator, avec des attentes pour continuer les sorties de produits dans la série, mais n'avaient rien de spécifique à annoncer à ce moment-là. Le 17 août 2010, Microsoft a annoncé Microsoft Flight, un nouveau jeu de simulation doté d'un moteur graphique encore amélioré et de fonctionnalités de simulation améliorées. En avril 2012, Microsoft Flight est sorti. En août 2012, la poursuite du développement de Microsoft Flight a été annulée par Microsoft.

## Patches et extension

### Service Pack 1
Microsoft a publié le premier service pack (SP1) pour Flight Simulator X le 15 mai 2007 pour répondre à :
- Problèmes d'activation et d'installation
- Améliorations des performances, y compris le multithreading de la synthèse de texture et de l'autogen pour fournir des améliorations de performances modestes sur les ordinateurs multicœurs
- Problèmes liés aux modules complémentaires tiers
- Problèmes de contenu [6]

### Service Pack 2
Microsoft a publié un autre service pack pour Flight Simulator X à peu près en même temps que son pack d'extension. La mise à jour est principalement destinée aux utilisateurs de Windows Vista disposant d'adaptateurs graphiques compatibles DirectX 10. Cette version tire parti du modèle de shader amélioré de DX10 et de plus de pipelines de pixels et de performances accrues pour Windows Vista. Il ajoute également la possibilité pour les joueurs qui ne disposent pas du pack d'extension de participer à des activités multijoueurs avec les utilisateurs du pack d'extension, ainsi que la prise en charge des processeurs multicœurs,. Le Service Pack 2 corrige également quelques bogues supplémentaires par rapport à la version originale de Flight Simulator X. Le Service Pack 1 n'est pas compatible avec le Service Pack 2 ou Accélération en multijoueur. Les joueurs avec le Service Pack 1 ne peuvent pas entrer dans une session avec des joueurs qui ont Service Pack 2 ou Accélération en multijoueur. Pour installer le Service Pack 2, le Service Pack 1 doit déjà être installé.

### Flight Simulator X: Accélération
L'extension Flight Simulator X: Acceleration Expansion Pack est sortie le 26 octobre 2007. Elle intègre un mode multijoueur, de nouvelles missions orientées action (pilote d'essai pour la NASA, recherche de naufragés...) ainsi que de nouveaux appareils pilotables comme le McDonnell Douglas F/A-18 Hornet ou l'hélicoptère AgustaWestland EH101 Merlin.

### Mise à jour DirectX 10
Un aperçu du moteur de rendu DirectX 10 était disponible avec les versions ultérieures de FSX. Cette mise à jour a apporté des améliorations à l'apparence et à la convivialité du simulateur, notamment dans l'aspect paysage. L'eau et le terrain en particulier, sont devenus beaucoup plus vibrants, avec des reflets et un éclairage précis. Les utilisateurs peuvent facilement revenir à DirectX 9 via une bascule dans le menu des paramètres.

## Rééditions

### Lockheed MartinPrepar3D
Fin 2007, Aces Games Studio a annoncé la publication de licences d'utilisation de Microsoft Enterprise Simulation Platform, le moteur sur lequel Microsoft Flight Simulator X est basé, pour les entreprises souhaitant utiliser la technologie pour créer des produits. À la suite de la fermeture d' Aces Game Studio en janvier 2009, la société aérospatiale américaine Lockheed Martin a annoncé fin 2009 qu'elle avait négocié avec Microsoft un accord de licence pour l'achat de la propriété intellectuelle (y compris le code source) de l'ESP de Microsoft, avec la base de code de Flight Simulator X Service Pack 2. Lockheed Martin a annoncé que le nouveau produit basé sur le code source ESP s'appellerait Prepar3D, un outil de simulation destiné aux étudiants, aux opérateurs militaires et commerciaux à utiliser principalement comme simulateur de monde ouvert. Lockheed Martin a embauché des membres de l'équipe d'origine Aces Game Studio pour poursuivre le développement du produit.
La première version de Prepar3D est sortie en novembre 2010. Depuis juin 2021, la dernière version de Prepar3D est Prepar3D v5.2 . Le simulateur offre un certain nombre d'avantages par rapport à Flight Simulator X, notamment des mises à jour des paysages, des véhicules et de la météo, ainsi que des mises à jour et des réécritures du moteur, y compris la transition vers DirectX 12 et 64 bits .
Bien que certains modules complémentaires développés pour FSX soient compatibles avec les versions antérieures de Prepar3D, en raison de modifications importantes apportées à sa base de code, ils peuvent ne plus fonctionner comme prévu.

### Microsoft Flight Simulator X: Édition Steam
Le jeu est réédité sur Steam en décembre 2014 à la suite d'un accord entre Microsoft et Dovetail Games. Cette version propose de nouveaux contenus téléchargeables.

## Musique
La bande-son utilisée dans le menu principal de Flight Simulator X a été composée, orchestrée et produite par le musicien basé à Seattle Stan LePard,. La piste audio par défaut, nommée Pilot for Hire ou FSX01 dans le jeu a pris une importance nostalgique auprès des utilisateurs, et est présentée dans Microsoft Flight Simulator (2020) en tant qu'option musicale de menu intitulée Legacy.

## Accueil
Aux États-Unis seulement, Microsoft Flight Simulator X s'était vendu à 1 million d'exemplaires fin 2008. Le jeu a reçu des critiques généralement favorables. Sur Metacritic, le jeu détient 80/100 sur la base de 28 critiques, indiquant ainsi « des critiques généralement favorables ». Sur GameRankings, il détient 80%, sur la base de 28 avis.
IGN a donné à Microsoft Flight Simulator X un 7,0/10, critiquant son framerate et son manque d'amélioration graphique par rapport à son prédécesseur Flight Simulator 2004 : Un siècle d'aviation.
GameSpot attribué au jeu une note de 8,4/10, louant l'attention portée aux détails, le réalisme, les améliorations graphiques et les missions accessibles. Cependant, l'examen a également signalé des problèmes de framerate sur la plupart des ordinateurs en 2006.
En août 2016, Microsoft Flight Simulator X s'est classé 23e sur la liste des 50 meilleurs jeux vidéo de tous les temps de Time.
Les éditeurs de PC Gamer US ont décerné à Flight Simulator X leur prix 2006 du "Meilleur jeu de simulation".